# Centro ecoturístico Ich Ha Lol Xaan
Centro Ecoturístico Ich Ha Lol Xaan, es una reserva ecológica ubicada en el km 27 de la carretera Campeche- Mérida, en el estado de Campeche.
El centro pertenece a la población de Hampolol.

## Antecedentes
Por mucho tiempo, "Ich Ha Lol Xaan fue" otorgado por los pobladores de Hampolol a la Universidad Autónoma de Campeche con el fin de utilizar el espacio para llevar a cabo prácticas y otras actividades relacionadas con la preparación académica de los universitarios. Finalmente, en 2010 el plazo venció y los ejidatarios de la comunidad recuperaron el territorio y comenzaron a trabajar y a invertir en el lugar para hacer de este una "Reserva ecológica" y un sitio para atraer turistas al estado de Campeche.

## Toponimia
Ich Ha Lol Xaan se deriva de la lengua maya (lengua hablada hasta ahora en la Península de Yucatán).
Significa "Flor de Huano dentro del agua" / "Ojo de Agua, Flor de Huano"

## El parque
El centro ofrece un lugar tranquilo para pasar un rato familiar.
Cuenta con dos ojos de agua que nacen de la tierra y se desembocan en el río, el lugar se presta para bañarse en ellos; existe gran número de especies acuáticas en el río, entre ellas destacan los peces, tortugas, jaibas y lagartos; un sinfín de aves y plantas de la región de la Península de Yucatán.

Además del paisaje natural, el parque ofrece otro tipo de actividades:
- Senderismo
- Tirolesa
- Rapel
- Puentes (puente colgante sobre el río)
- Kayak

## Niño Santo
El centro fue sede de la filmación de una serie de televisión transmitida para México en el 2011 a través del Canal once, la serie se llamó "Niño Santo" y fue dirigida por Diego Luna, el reconocido actor y director mexicano. En la serie se puede apreciar los ojos de agua y el río de Hampolol.
Las grabaciones se realizaron durante el verano de 2011.

## Visitas
Desde que el parque se abrió con nuevas atracciones, se ha llevado el registro de las visitas al lugar por parte de los encargados de vigilancia, en los registros se tiene a familias y visitantes de distintos lugares de la República Mexicana, e inclusive de otros países.